# Damalacantha
Damalacantha (лат.) — род крупных бескрылых кузнечиков с коренастым телом из семейства шароголовые кузнечики. 

## Описание
Усики прикрепляются ниже уровня глаз. На передних голенях есть щелевидные отверстия тимпанального слухового органа. Передвигается медленно, бегает по земле. Во время период размножения представители вида, особенно самцы, громко стрекочут. Яйца откладываются самкой в почву. При опасности становится в позу угрозы, наклоняет голову к земле и приподнимает брюшко.

## Классификация
В мировой фауне 4 вида:
- Damalacantha immaculata Bey-Bienko, 1951
- Damalacantha sinica Bey-Bienko, 1951
- Damalacantha vacca Fischer von Waldheim, 1846
- Damalacantha xinjiangensis Zheng, 1994